# Orimarga flavicosta
Orimarga flavicosta är en tvåvingeart som först beskrevs av Alexander 1928.  Orimarga flavicosta ingår i släktet Orimarga och familjen småharkrankar. Inga underarter finns listade i Catalogue of Life.